# Seconde conférence de La Haye
Pour les articles homonymes, voir Conférences de La Haye.

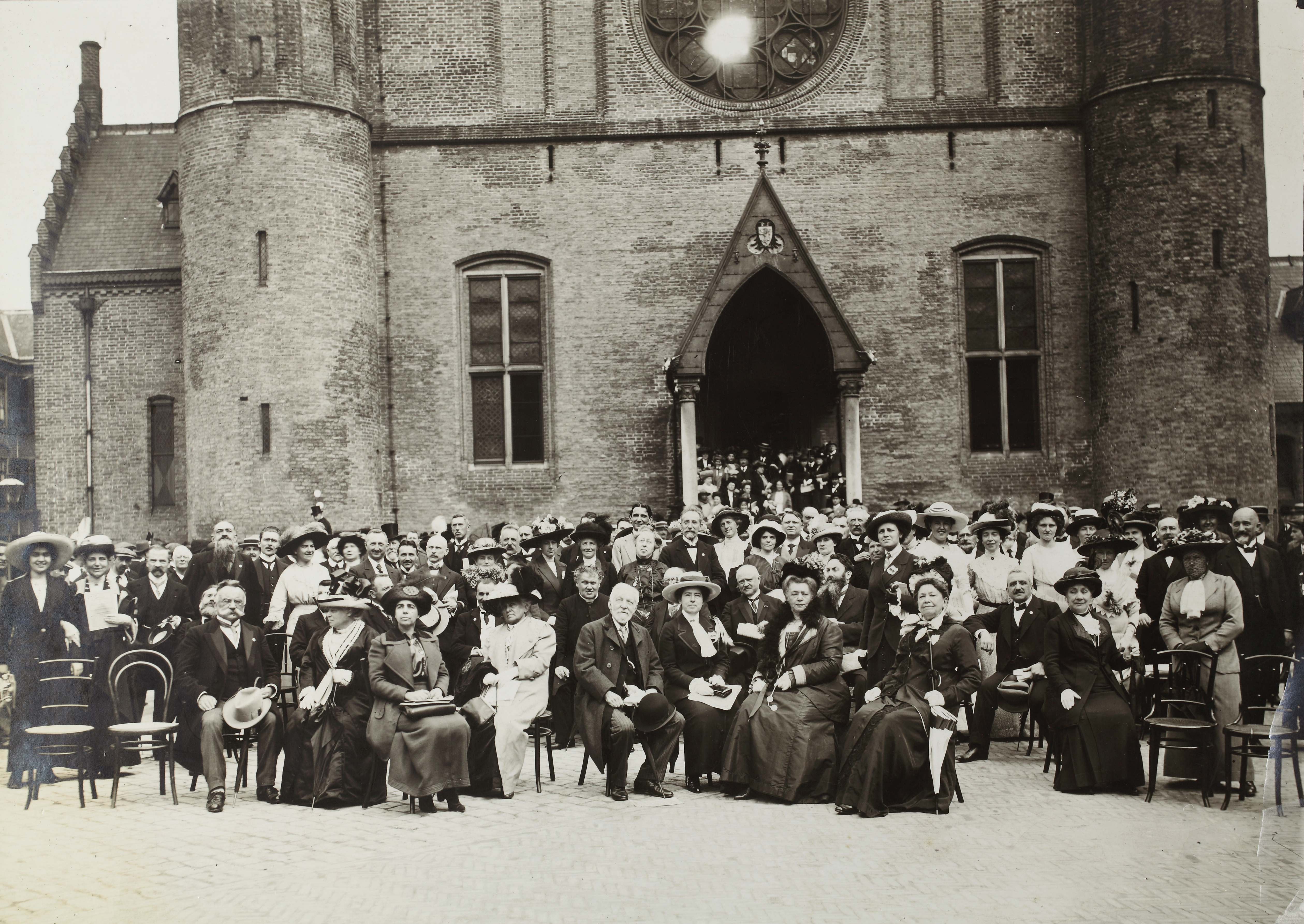
Seconde conférence de la paix de La Haye, 1907.

La seconde conférence de La Haye est une conférence internationale organisée à La Haye du 15 juin au 18 octobre 1907 sous l'égide de la Cour permanente d'arbitrage.
Lors de cette conférence, les dispositions de la première conférence de La Haye furent révisées. Toutefois, les textes des deux conventions comportent peu de différences.
Ces deux conventions de la paix représentent aujourd’hui les règles de droit coutumier de première importance, même si entre-temps les conventions de Genève de 1949 et leurs protocoles additionnels de 1977 les ont considérablement élargies.
Après la Seconde Guerre mondiale, les juges du tribunal militaire de Nuremberg ont constaté qu'en 1939, les règles énoncées dans la convention de La Haye de 1907 étaient reconnues par toutes les nations civilisées et étaient considérées comme déclaratoires des lois et coutumes de la guerre. En vertu de cette décision d'après-guerre, un pays n'avait pas besoin d'avoir ratifié la convention de La Haye de 1907 pour être lié par celle-ci.
Bien que leur contenu ait été largement remplacé par d'autres traités, les conventions de La Haye de 1899 et 1907 continuent d'être des symboles de la nécessité de restreindre la guerre et de la possibilité de l'éviter complètement.

## Contenu
Le texte se compose de treize conventions et d'une déclaration :

I. Convention pour le règlement pacifique des conflits internationaux.

II. Convention concernant la limitation de l'emploi de la force pour le recouvrement de dettes contractuelles.

III. Convention relative à l'ouverture des hostilités.

IV. Convention concernant les lois et coutumes de la guerre sur terre.

V. Convention concernant les droits et les devoirs des Puissances et des personnes neutres en cas de guerre sur terre.

VI. Convention relative au régime des navires de commerce ennemis au début des hostilités.

VII. Convention relative à la transformation des navires de commerce en bâtiments de guerre.

VIII. Convention relative à la pose de mines sous-marines automatiques de contact.

IX. Convention concernant le bombardement par des forces navales en temps de guerre.

X. Convention pour l'adaptation à la guerre maritime des principes de la Convention de Genève.

XI. Convention relative à certaines restrictions à l'exercice du droit de capture dans la guerre maritime.

XII. Convention relative à l'établissement d'une Cour internationale des prises.

XIII. Convention concernant les droits et les devoirs des Puissances neutres en cas de guerre maritime.

XIV. Déclaration relative à l'interdiction de lancer des projectiles et des explosifs depuis des aérostats.